# Karl Lundberger
Karl Vilhelm Konstantin Lundberger, född 28 oktober 1903 i Adolf Fredriks församling, Stockholm, död 7 mars 1967 i Spånga församling, var en svensk tävlingscyklist.
Lundberger vann svenska mästerskapet på 10 km 1926 och 1927, sistnämnda år på rekordtiden 14.39,7. Han hemförde dessutom tre svenska mästerskap i lag samt var 1923 vid nordiska mästerskapet i Köpenhamn medlem av Sveriges segrande lag. Bland hans övriga segrar kan nämnas Skandisloppet 1925 och Skåne runt 1929. Han tillhörde Hammarby IF 1920–1930 (ordförande i klubbens cykelsektion 1926–1930) samt därefter Hässelby CK. Han var även verksam som fabrikör.
Brodern Martin Lundberger (1905–1994) tillhörde i flera år den svenska eliten, fadern, Magnus Lundberger (1879–1930), var en följd av år en av landets bästa oldboyscyklister. En unik prestation gjorde trion i Skandisloppet 1922, då Karl vann B-klassen, Martin C-klassen och fadern segrade i oldboystävlingen. Karl Lundberger är gravsatt på Spånga kyrkogård.